# Резолюция Совета Безопасности ООН 112
Резолюция Совета Безопасности ООН 112 — резолюция, принятая единогласно. 6 февраля 1956 года после рассмотрения заявления Судана о членстве в Организации Объединённых Наций, Совет рекомендовал Генеральной Ассамблее принять Судан.
Резолюция принята единогласно.

## Предыстория
В 1819—1838 годах Египет захватил области Донгола, Бербер, Кассала, Сеннар и Кордофан. В соответствии с фирманом Высокой Порты в 1841 году управление этими административными единицами, названными «Египетский Судан», было передано вице-королю Египта, таким образом Судан вошёл в состав Османской империи, но фактически стал владением Египта.
19 января 1899 года Великобритания и Египет подписали соглашение об установлении совместного управления в Судане (англо-египетский кондоминиум) — к югу от 22-й параллели.
15 октября 1951 года парламент Египта утвердил закон о расторжении англо-египетского договора 1936 года и англо-египетского соглашения 1899 года, египетский король Фарук был провозглашён королём Египта и Судана.
После Июльской революции 1952 года Египет признал право суданского народа на самоопределение. В ноябре 1953 года состоялись выборы в парламент Судана, в 1954 году создано правительство переходного периода самоуправления. В августе 1955 года суданский парламент принял решение об окончательном прекращении действия кондоминиума, и в том же году английские и египетские войска были выведены из Судана.
1 января 1956 года Судан был провозглашён независимым государством.